# Сражение при Калиманцах (1913)
Сражение при Калиманцах (болг. Битка при Калиманци) — серия боёв между болгарскими и сербскими войсками 17—24 июля (4—11 июля по старому стилю) 1913 года во время Второй Балканской войны. В этом сражении 5-я и 4-я болгарские армии при поддержке 2-й армии сумели остановить продвижение сербов и не позволили им соединиться с греческими войсками в долине реки Струма.
После поражения в Брегальницком сражении 4-я болгарская армия перешла к обороне. На место генерала Стилиана Ковачева, настаивавшего на немедленном прекращении боевых действий, был назначен генерал Вичо Диков. В докладе правительству от 1 июля новый помощник главнокомандующего Радко Димитриев констатировал, что в результате продолжавшихся до этого боёв 4-я армия «сильно расстроена» и «едва способна вести оборонительную войну».
Под влиянием успешного наступления 5-й болгарской армии на Криворечском направлении воевода Радомир Путник перебросил две дивизии с Брегальницкого фронта на север. Таким образом, к Страчину и Крива-Паланке сошлось сильнейшее сербское соединение — Первая армия (четыре пехотные дивизии). В то же время сербское верховное командование значительно ослабило свои войска, действовавшие против 4-й армии. В районе Брегальницы оставалась сербская Третья армия в составе четырёх пехотных и одной кавалерийской дивизии. Сербское наступление на Царево-Село было согласовано с действиями греческой армии вдоль реки Струма в направлении на Горня-Джумая.
Сербско-черногорские войска начали наступление 17 июля, разворачиваясь на широком фронте. На севере черногорская дивизия форсировала приток Брегальницы Каменицу, на юге Моравская (I) дивизия форсировала реку Драгобрашту, а Моравская (II) дивизия наступала в центре, в сторону Калиманской позиции. К исходу дня передовые болгарские посты с небольшими потерями отошли на главные позиции. Крайние фланги 4-й армии в бой не вступали.
18 июля сербские войска атаковали в центре и овладели болгарской передовой позицией, но их последовательные попытки прорваться к Царево-Село и Горня-Джумая были разбиты в боях у Баня-Чуки и Гарляни. В это же время правое крыло болгар спустилось с Осоговских склонов, форсировало реку Каменицу, нанеся поражения черногорской дивизии и прибывшему сербскому подкреплению в боях у Говедарника (18—19 июля).
За это время болгарской 5-й армией также были остановлены удары сербской Первой армии на Криворечском фронте у Крива-Паланка и Жеравино. Так как дальнейшие её действия сводились к серии безрезультатных локальных атак, сербское верховное командование перебросило 20 июля из Первой армии часть Дринской (II) дивизии в качестве подкрепления к Говедарнику. Попытка Тимокской (II) и Дринской (II) дивизий захватить 21 и 22 июля Говедарник не удалась.
Дальнейшее продвижение болгар было парализовано значительными потерями и наступлением греческих войск. 19—20 июля последние вытеснили части 2-й болгарской армии из района Пехчево и вышли в тыл 4-й армии с юга. Греческий прорыв был остановлен 21 июля у Трабатовище подошедшим с севера болгарским подкреплением.
Несмотря на то что в ходе боёв в Македонии болгарские армии сумели остановить продвижение сербов и не позволили им соединиться с греческими войсками в долине реки Струма, в связи с физическим истощением, усиленным эпидемией холеры и нехваткой продовольствия, они потеряли свою способность к продолжению боевых действий.